# Carles Aleñá
Carles Aleñá Castillo (Mataró, 5 gennaio 1998) è un calciatore spagnolo, centrocampista dell'Alavés.

## Carriera
Cresciuto calcisticamente al Barcellona, nella quale scala tutti i ranghi arrivando a giocare in prima squadra, il 6 gennaio 2021 reduce da una stagione al Betis, viene annunciato dal Barcellona la sua  cessione, in prestito, al Getafe fino alla fine della stagione. Conclusa la stagione con 22 presenze e 2 gol, ritorna in Catalogna salvo poi tornare al Getafe a titolo definitivo, il 10 luglio successivo.

## Statistiche

### Presenze e reti nei club
Statistiche aggiornate al 3 maggio 2025.
| Stagione            | Squadra             | Campionato          | Campionato | Campionato | Coppe nazionali | Coppe nazionali | Coppe nazionali | Coppe continentali | Coppe continentali | Coppe continentali | Altre coppe | Altre coppe | Altre coppe | Totale | Totale |
| Stagione            | Squadra             | Comp                | Pres       | Reti       | Comp            | Pres            | Reti            | Comp               | Pres               | Reti               | Comp        | Pres        | Reti        | Pres   | Reti   |
| ------------------- | ------------------- | ------------------- | ---------- | ---------- | --------------- | --------------- | --------------- | ------------------ | ------------------ | ------------------ | ----------- | ----------- | ----------- | ------ | ------ |
| 2015-2016           | Barcellona B        | SDB                 | 14         | 1          | -               | -               | -               | -                  | -                  | -                  | -           | -           | -           | 14     | 1      |
| 2016-2017           | Barcellona B        | SDB                 | 23+6       | 3+0        | -               | -               | -               | -                  | -                  | -                  | -           | -           | -           | 29     | 3      |
| 2017-2018           | Barcellona B        | SD                  | 38         | 11         | -               | -               | -               | -                  | -                  | -                  | -           | -           | -           | 38     | 11     |
| 2018-2019           | Barcellona B        | SDB                 | 8          | 3          | -               | -               | -               | -                  | -                  | -                  | -           | -           | -           | 8      | 3      |
| Totale Barcellona B | Totale Barcellona B | Totale Barcellona B | 83+6       | 18+0       |                 | -               | -               |                    | -                  | -                  |             | -           | -           | 89     | 18     |
| 2016-2017           | Barcellona          | PD                  | 3          | 0          | CR              | 1               | 1               | UCL                | 0                  | 0                  | SS          | 0           | 0           | 4      | 1      |
| 2017-2018           | Barcellona          | PD                  | 0          | 0          | CR              | 3               | 0               | UCL                | 0                  | 0                  | SS          | 0           | 0           | 3      | 0      |
| 2018-2019           | Barcellona          | PD                  | 17         | 2          | CR              | 7               | 0               | UCL                | 3                  | 0                  | SS          | 0           | 0           | 27     | 2      |
| 2019-gen. 2020      | Barcellona          | PD                  | 4          | 0          | CR              | 0               | 0               | UCL                | 1                  | 0                  | SS          | 0           | 0           | 5      | 0      |
| gen.-ago.2020       | Betis               | PD                  | 17         | 1          | CR              | 2               | 0               | -                  | -                  | -                  | -           | -           | -           | 19     | 1      |
| 2020-gen.2021       | Barcellona          | PD                  | 2          | 0          | CR              | 0               | 0               | UCL                | 3                  | 0                  | SS          | 0           | 0           | 5      | 0      |
| Totale Barcellona   | Totale Barcellona   | Totale Barcellona   | 26         | 2          |                 | 11              | 1               |                    | 7                  | 0                  |             | -           | -           | 44     | 3      |
| gen.-giu.2021       | Getafe              | PD                  | 22         | 2          | CR              | 0               | 0               | -                  | -                  | -                  | -           | -           | -           | 22     | 2      |
| 2021-2022           | Getafe              | PD                  | 33         | 1          | CR              | 3               | 0               | -                  | -                  | -                  | -           | -           | -           | 36     | 1      |
| 2022-2023           | Getafe              | PD                  | 35         | 2          | CR              | 3               | 0               | -                  | -                  | -                  | -           | -           | -           | 38     | 2      |
| 2023-2024           | Getafe              | PD                  | 29         | 1          | CR              | 3               | 0               | -                  | -                  | -                  | -           | -           | -           | 32     | 1      |
| 2024-feb. 2025      | Getafe              | PD                  | 10         | 0          | CR              | 1               | 0               | -                  | -                  | -                  | -           | -           | -           | 11     | 0      |
| Totale Getafe       | Totale Getafe       | Totale Getafe       | 129        | 6          |                 | 10              | 0               |                    | -                  | -                  |             | -           | -           | 139    | 6      |
| feb.-giu. 2025      | Alavés              | PD                  | 10         | 0          | CR              | 0               | 0               | -                  | -                  | -                  | -           | -           | -           | 10     | 0      |
| Totale carriera     | Totale carriera     | Totale carriera     | 271        | 27         |                 | 23              | 1               |                    | 7                  | 0                  |             | -           | -           | 301    | 28     |

## Palmarès

### Club

#### Competizioni nazionali
- Segunda División B: 1

Barcellona B: 2016-2017
- Coppa di Spagna: 2

Barcellona: 2016-2017, 2017-2018
- Campionato spagnolo: 1

Barcellona: 2018-2019